# Nacionalismo iraquí
El nacionalismo iraquí es una forma de nacionalismo que afirma la creencia de que el Iraquíes es una nación y promueve la unidad cultural de iraquíes de diferentes grupos etnorreligiosos como los árabes mesopotámicos, kurdos, turcomanos, asirios, caldeos, yazidíes , mandeans, shabaks, yarsans, y otros. El nacionalismo iraquí implica el reconocimiento de una identidad iraquí derivada de la antigua Mesopotamia, incluidas sus civilizaciones e imperios de Sumeria, Akkad, Babilonia y Asiria. El nacionalismo iraquí influyó en el movimiento Irak por la independencia del Otomano y Británico. El nacionalismo iraquí fue un factor importante en la Revolución de 1920 contra la ocupación británica, y la Revolución de 1958 contra la monarquía hachemita instalada por los británicos.
Hay dos variantes destacadas. Una variante que ve a una nación iraquí como una que involucra a pueblos árabes, turcomanos, asirios y kurdos, todos los cuales tienen una herencia común Mesopotamia; este punto de vista, por supuesto, fue promovido por Abd al-Karim Qasim, quien era de ascendencia mixta árabekurda y sunitachiita. La segunda variante es un nacionalismo dual que combina el nacionalismo iraquí y el nacionalismo árabe, una forma mucho más amplia de nacionalismo étnico que apoya el nacionalismo iraquí y lo vincula a asuntos que afectan a los árabes como un todo.: 174  Saddam Hussein creía que el reconocimiento de los antiguos orígenes mesopotámicos y la herencia de los árabes iraquíes era complementario al apoyo al nacionalismo árabe.: 174 
El régimen baazista incluyó oficialmente al histórico líder kurdo musulmán Saladino como símbolo patriótico en Irak, mientras Saddam se autodenominaba hijo del rey babilonio Nabucodonosor II y estampó los ladrillos de la antigua Babilonia con su nombre y títulos junto a él.

## Identidad y cultura nacionalista iraquí
El nacionalismo iraquí ha enfatizado la herencia cultural de Irak que se remonta a la antigua Sumer, Akkad, Babilonia y Asiria, estados que se consideran la cuna de la civilización que extendieron la civilización a otras partes del mundo. Nabucodonosor II y el líder musulmán kurdo Saladino son dos figuras históricas importantes de Irak y figuras icónicas en el nacionalismo iraquí. El concepto de identidad nacional iraquí contemporánea puede haberse originado con la rebelión y posterior asedio británico de Najaf en 1918 durante la Primera Guerra Mundial, pero esto se discute. En la década de 1930, la defensa del concepto de una identidad territorial iraquí surgió entre el campo intelectual iraquí y la identidad iraquí crecieron en importancia después de la Segunda Guerra Mundial.: 128  Aunque el nacionalismo iraquí y el nacionalismo árabe están técnicamente separados el uno del otro, ambos nacionalismos se influyeron mutuamente, adoptando las metáforas y narrativas de cada uno.: 128  En algunos casos, el nacionalismo iraquí se ha defendido como un complemento necesario del nacionalismo árabe, como el periódico político iraquí  Al-Hatif abogando por el nacionalismo iraquí en cuestiones de la cultura nacional iraquí y defendiendo el nacionalismo árabe en cuestiones de la cultura árabe más amplia.: 174 
Durante el período monarquía hashimita en Irak, era común que los escritores escribieran sobre una identidad iraquí separada de un marco árabe, los medios impresos y la educación de Irak en ese momento enfatizaban el paisaje de Irak, sus tribus, y su poesía y literatura únicas.: 128  A partir de la década de 1930, los historiadores iraquíes comenzaron a abordar la revuelta iraquí de 1920 por iraquíes contra el Británico como un momento formativo en la historia iraquí al que los historiadores iraquíes se refirieron como "la Gran Revolución Iraquí".: 128 

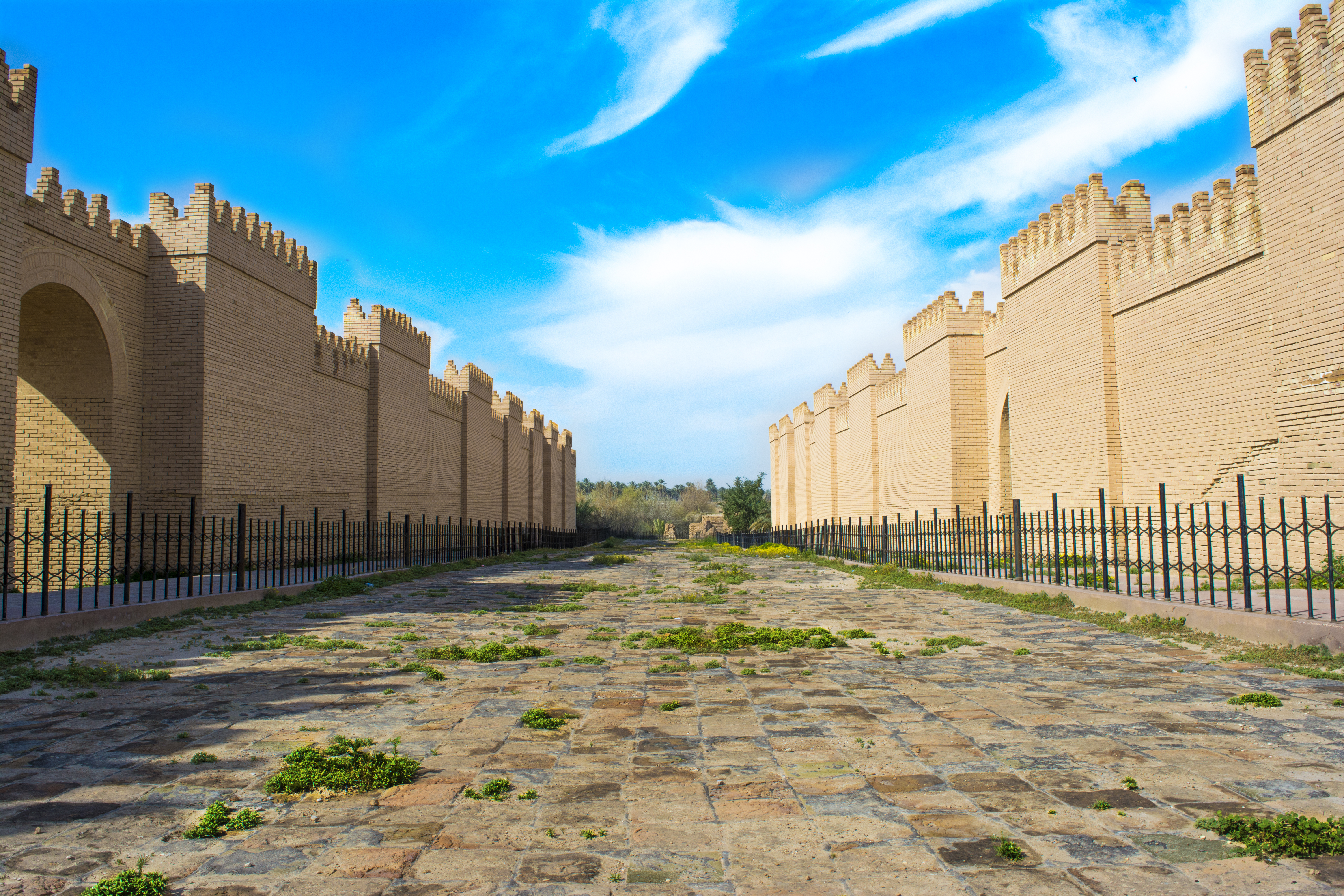
Réplica reconstruida a escala real de la antigua ciudad de Babylon en Irak.

Las primeras figuras nacionalistas iraquíes prominentes fueron los intelectuales 'Abd al-Razzaq al-Hasani y 'Abbas 'Azzawi.: 1293  Al-Hasani fue muy crítico del mandato británico en Mesopotamia, publicó su primer volumen de su obra La historia de los gobiernos iraquíes en la década de 1930 (el segundo publicado en la década de 1950), el primer volumen fue respaldado por rey Faisal I de Irak. Al-Hasani fue un destacado defensor del nacionalismo iraquí. En una de sus obras al-Hasani incluyó una carta de Faisal I en la que describía Irak como un país que sufría tensiones religiosas y sectarias debido a que los iraquíes no podían formar un nacionalismo común.: 130  Faisal I describió Irak como un territorio gobernado por una élite alfabetizada sunita sobre analfabetos e ignorantes chiita y sectas kurdas que se oponían al gobierno federal de Irak.: 130  'Azzawi escribió Irak entre dos ocupaciones, refiriéndose a Turquía y el gobierno británico, y recibió elogios del gobierno iraquí que lo ayudó a publicar su trabajo.: 130  Los trabajos de al-Hasani y 'Azzawi fueron muy populares entre 1935 y 1965, y varias de sus obras han sido reeditadas a lo largo de los años.: 130–131 
Abd al-Karim Qasim promovió un nacionalismo cívico que reconocía a árabes y kurdos como socios iguales en el Estado iraquí. La lengua kurda estaba legalmente permitida bajo la República de Irak (1958-1968), la versión kurda del alfabeto árabe fue adoptada por el Estado iraquí y el idioma kurdo se convirtió en un medio de instrucción en todas las instituciones educativas, tanto en los territorios kurdos como en el resto de Irak.Abd al-Karim Qasim fue un nacionalista que promovió la opinión de que diferentes grupos etnorreligiosos de Irak tienen una herencia común mesopotámica. Bajo Qassim la identidad cultural iraquí basada en la fraternidad árabe-kurda se enfatizó sobre la identidad étnica y el gobierno de Qassim buscó fusionar el nacionalismo kurdo en el nacionalismo iraquí y la cultura iraquí, declarando: "Irak no es solo un Estado árabe sino un Estado arabokurdo. El reconocimiento del nacionalismo kurdo por parte de los árabes demuestra claramente que estamos asociados en el país, que somos iraquíes primero, árabes y kurdos después". Las políticas pro-kurdas del gobierno de Qassim, incluida una declaración que prometía "derechos nacionales kurdos dentro de la unidad iraquí" y los intentos abiertos de Irak de cooptar a los kurdos iraníes para apoyar la unificación con Irak, dieron como resultado que Irán respondiera declarando que daría apoyo para la unificación de todos los kurdos que residían en Irak y Siria. Las políticas iniciales de Qassim hacia los kurdos fueron muy populares entre los kurdos de Oriente Medio quienes, en apoyo de sus políticas, llamaron a Qassim "el líder de los árabes y los kurdos".
El líder kurdo Mustafa Barzani durante su alianza con Qassim, quien le concedió el derecho a regresar a Irak del exilio impuesto por la antigua monarquía, declaró su apoyo al pueblo kurdo por ser ciudadanos de Irak, diciendo en 1958 "En nombre de todos mis hermanos kurdos que han luchado durante mucho tiempo, una vez más lo felicito a usted [Qassim] y al pueblo iraquí, kurdos y árabes, por la revolución gloriosa que puso fin al imperialismo y a la monarquia reaccionaria y corrupta. Barzani también elogió a Qassim por permitir que los refugiados de la diáspora kurda regresaran a Irak y declaró su lealtad hacia Irak diciendo: "Su excelencia, líder del pueblo: aprovecho esta oportunidad para expresar mi sincero agradecimiento y el de mis compañeros refugiados kurdos en los países socialistas por permitirnos regresar a nuestra amada patria, y unirnos al honor de defender la gran causa de nuestro pueblo, la causa de defender la república y su patria.
Los ideólogos de Saddam Hussein y el iraquí Ba'athist buscaron fusionar una conexión entre la antigua civilización babilónica y asiria en Irak con el nacionalismo árabe afirmando que los babilonios y los antiguos asirios son los ancestros de los árabes. Por lo tanto, Saddam Hussein y sus seguidores afirman que no hay conflicto entre la herencia mesopotámica y el nacionalismo árabe.
Saddam Hussein como presidente de Irak se expresó como un iraquí en el arte de estado, asociándose a sí mismo como un Nabucodonosor II moderno y usando un tocado árabe y kurdo en dicho arte. Saddam Hussein también se comparó a sí mismo y al gobierno baazista con Saladin, el famoso líder kurdo de la dinastía ayubí que tomó la ciudad de Jerusalén el 1187 cundo se encontraba bajo dominio de los Estados cruzados.

## Irredentismo

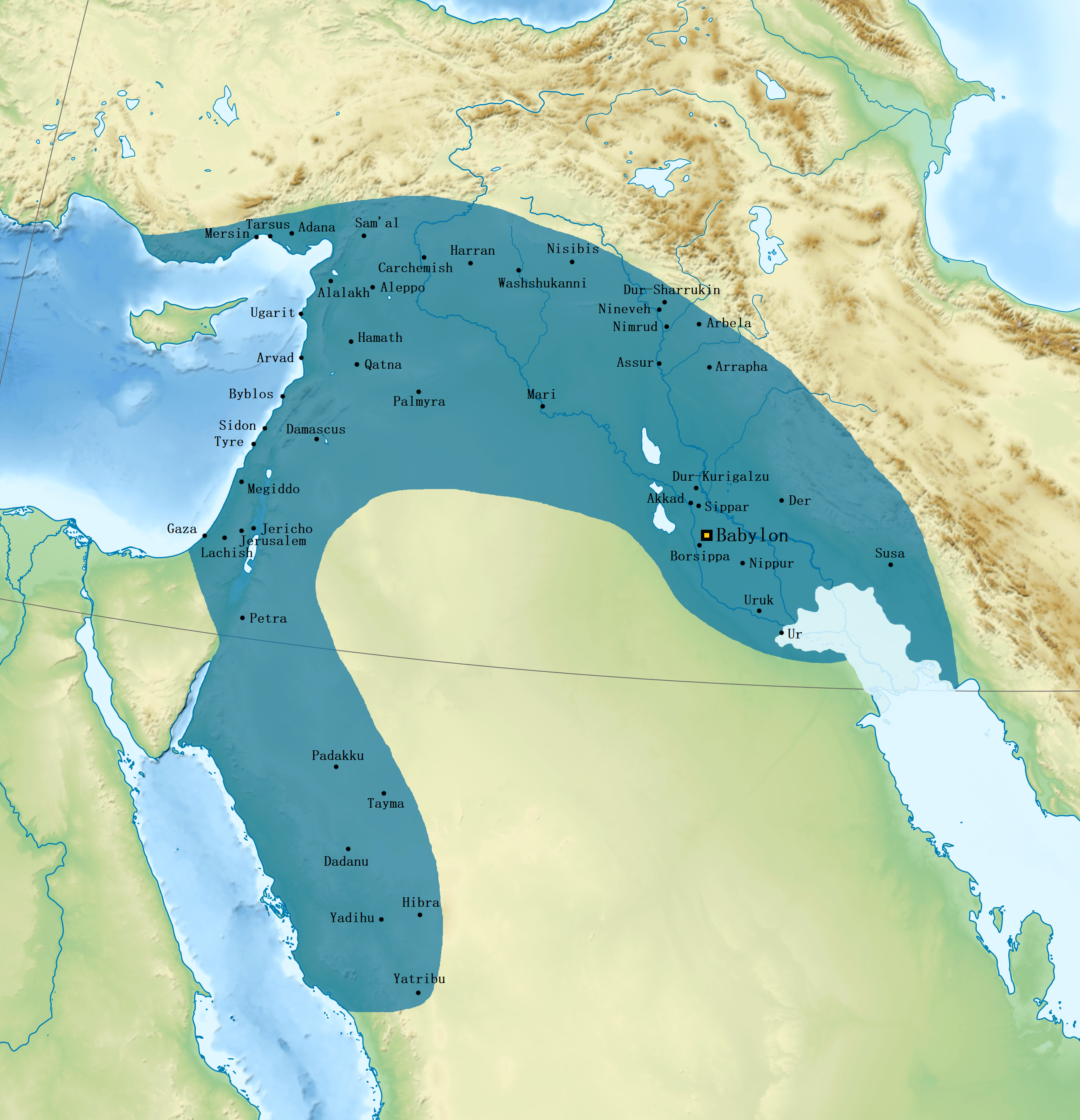
The Neo-Babylonian Empire bajo Nabonidus (r. 556–539 a. C.), fue el último de los Mesopotamia ser gobernado por monarcas nativos de Mesopotamia.

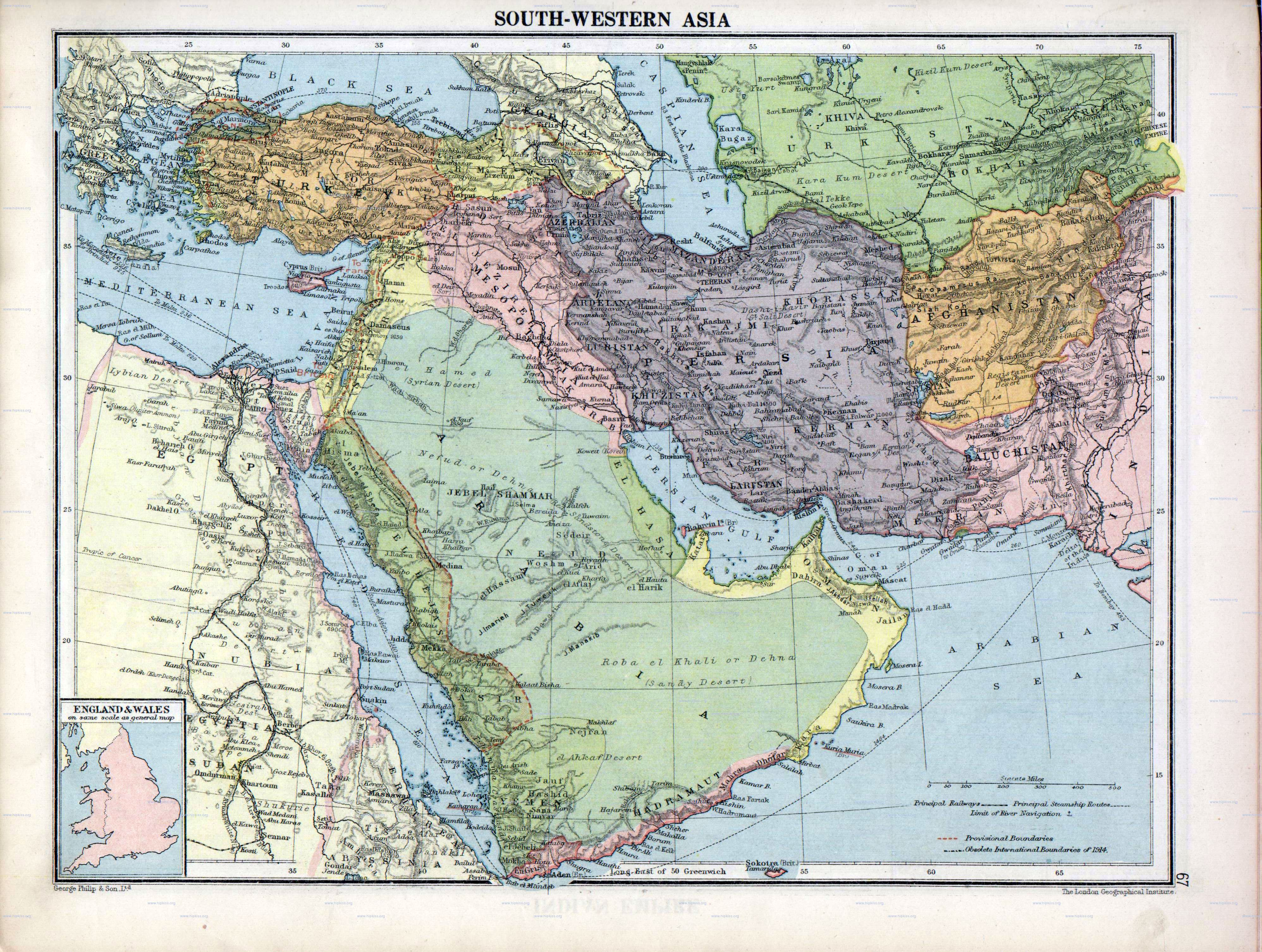
British gobernado Mesopotamia en rosa.

Después de obtener la independencia en 1932, el gobierno iraquí inmediatamente declaró que Kuwait era legítimamente un territorio de Irak, alegando que había sido parte de un territorio iraquí hasta que fue creado por el Británico.
El gobierno de Qassim (República Iraquí (1958–1968) sostuvo un reclamo irredentista de Juzestán (Provincia de Juzestán). También sostuvo reclamos irredentistas sobre Kuwait.
El gobierno de Saddam Hussein (Iraq baazista) trató de anexar varios territorios. En la Guerra Irán-Irak, Saddam afirmó que Irak tenía derecho a mantener la soberanía en la orilla este del río Shatt al-Arab en manos de  Irán. Irak había aceptado oficialmente un compromiso para mantener la frontera en la línea central del río en el Acuerdo de Argel de 1975 a cambio de que Irán terminara su apoyo a las rebeldes kurdos en Irak.
El derrocamiento de la monarquía iraní y el ascenso de Ruhollah Khomeini al poder en 1979 deterioró Relaciones Irán-Iraq y después de los enfrentamientos étnicos dentro de Juzestán y los enfrentamientos fronterizos entre las fuerzas iraníes e iraquíes, Irak consideró el Acuerdo de Argel como anulado y lo derogó y unos días después, las fuerzas iraquíes lanzaron una invasión a gran escala de Irán que resultó en la Guerra Irán-Irak. Además, Saddam apoyó al Movimiento de Liberación de Ahwaz con sede en Irak y su objetivo de romper el territorio reclamado de Ahvaz lejos de Irán, en la creencia de que el movimiento despertaría a los árabes de Juzestán para apoyar la invasión iraquí. En la Guerra del Golfo, Irak ocupó y anexó Kuwait antes de ser expulsado por una coalición militar internacional que apoyó la restauración de la soberanía de Kuwait.
Después de anexar Kuwait, las fuerzas iraquíes se acumularon en la frontera con Arabia Saudita, y los servicios de inteligencia extranjeros sospecharon que Saddam se estaba preparando para una invasión de Arabia Saudita para capturar o atacar sus campos petroleros. que estaban a una distancia muy corta de la frontera.
Se ha sospechado que Saddam Hussein tenía la intención de invadir y anexar una parte de la Provincia Oriental de Arabia Saudita con la justificación de que la región saudita de Al-Hasa había sido parte del Otomano provincia de Basora que los británicos ayudaron a Arabia Saudita a conquistar en 1913.
Se cree que Saddam tenía la intención de anexar Kuwait y la región petrolera de Al-Hasa, para que Irak tuviera el control de la vasta producción de petróleo de la región del Golfo Pérsico, lo que convertiría a Irak en la potencia dominante en el Oriente Medio . El Gobierno de Arabia Saudita estaba alarmado por la movilización iraquí de diez divisiones Ejército iraquí fuertemente armadas y bien abastecidas a lo largo de la frontera del Kuwait anexado por Irak. y Arabia Saudita, y advirtieron al gobierno de los Estados Unidos que creían que Irak se estaba preparando para una invasión inmediata de la provincia oriental de Arabia Saudita. El gobierno de Arabia Saudita declaró que sin la ayuda de fuerzas externas, Irak podría invadir y tomar el control de toda la Provincia Oriental en seis horas.

## Símbolos
La bandera de Irak desde 1924–1959. Utiliza los colores de la hashimita familia real (que también se convirtió en un símbolo del panarabismo), las dos estrellas simbolizan las dos etnias principales de Irak, los árabes y los kurdos. La bandera de Irak de 1959 a 1963, adopta una identidad iraquí unificada con colores panárabes (negro, verde, rojo, blanco), colores kurdos (verde, rojo, blanco, amarillo), el antiguo símbolo asirio-babilónico Estrella de Ishtar en rojo detrás del sol kurdo amarillo.La bandera de Irak de 1991 a 2004, la bandera utilizada durante el régimen baazista y Saddam Hussein que defendía el nacionalismo árabe. Emblema de Irak (1959-1965), usa una combinación de Estrella de Ishtar y Shamash para representar la antigua Mesopotamia.

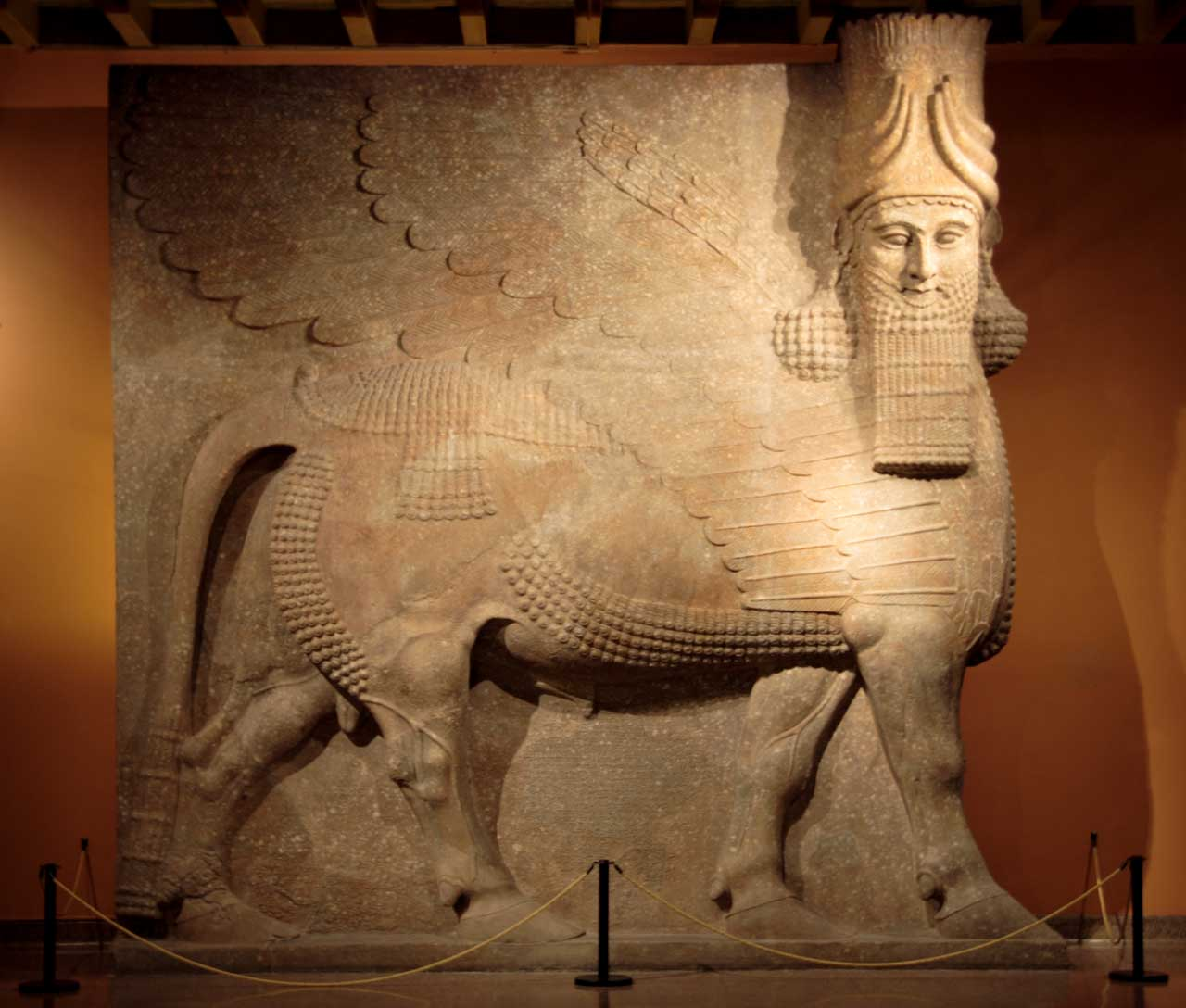
Inicialmente representada como una diosa en tiempos de Sumerian, cuando se la llamaba Lamma, más tarde fue representada desde la época asiria como un híbrido de un humano, un pájaro y un toro. o león bajo el nombre Lamassu. Aparece con frecuencia en Arte mesopotámico y Arte iraquí.
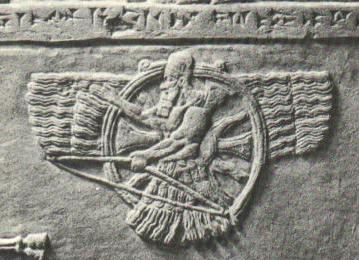
Un neoasirio relieve de Ashur como un arquero con túnica de plumas. Aparece con frecuencia en Arte mesopotámico y Iraqi arte.
La Estrella de Ishtar es un símbolo de la antigua Sumerian diosa Inanna. Este símbolo, junto con Shamash, más tarde dio origen al emblema de Irak (1959-1965).

## El nacionalismo iraquí hoy
Después de la invasión de Irak de 2003, el país cayó en un estado de caos. Un gobierno central débil junto con el aumento de la guerra civil sectaria entre el pueblo iraquí disminuyó el valor del nacionalismo iraquí. Muchos de los que piden un renacimiento del nacionalismo iraquí para la gloria del pueblo iraquí son estigmatizados y estereotipados como baazistas. A medida que las condiciones de vida se deterioraban en muchas partes del país y continuaban los combates constantes, muchas personas pensaban menos en su herencia iraquí.
En los últimos años, los analistas han observado un aumento en el nacionalismo y el patriotismo iraquíes, ya que la mayoría de los iraquíes culparon al sectarismo por el derramamiento de sangre y la violencia en el país.
Uno de los factores más importantes que llevaron a las protestas iraquíes de 2019–2021 fue el aumento del nacionalismo iraquí entre los jóvenes.

### Nacionalismo e intervención extranjera
La invasión estadounidense ejerció influencia en el enfoque de la intervención de Irak. Irak se conceptualiza como una región políticamente disputada luego del proceso de desbaazificación, que abarcó la transformación del gobierno. Los grupos étnicos tenían concepciones divergentes sobre lo que significaba ser un iraquí Saddam Hussein, antes de 2003, estableció una dictadura liderada por sunitas después de llegar al poder en 1979, que abarcó tensiones étnicas y sectarias junto con ineficiencia política. La identificación sectaria resultó en enfrentamientos entre grupos étnicos, lo que contribuyó a sus percepciones contrastantes de los extranjeros. La intervención, tanto de Estados Unidos como de Irán, puede conceptualizarse de manera diferente desde una perspectiva nacionalista. Por un lado, el nacionalismo promueve la oposición contra la intervención porque la ocupación connota violar la soberanía, disminuyendo el derecho del estado a la autodeterminación.: 552  La trasgresión de los límites legalmente establecidos de otro estado confronta la noción de soberanía territorial, por lo tanto, los nacionalistas alimentan la resistencia contra la intervención. Por otro lado, los nacionalistas, para defender su nación, recurren al apoyo externo para alcanzar sus objetivos.: 554  La identidad nacional supera otros tipos de identificación, por lo tanto, los nacionalistas a menudo apoyan la intervención como un instrumento para eliminar las amenazas planteadas, en el caso de Irak, por el ISIL.: 553–554  Los grupos étnicos mayoritarios del país, los árabes chiitas, los sunitas y los kurdos interpretan la intervención a través de su comprensión del nacionalismo. Mientras que los árabes chiitas aprueban la interferencia iraní debido a su identidad sectaria compartida, los sunitas reconocen a Irán como un adversario y abogan por un papel poderoso de EE. UU.: 555–557  Los kurdos , una comunidad étnica que obtuvo la protección estadounidense contra la opresión, alientan la interferencia estadounidense.: 556  Independientemente de sus diversas actitudes subnacionales, la identidad nacional iraquí influyó en ellos para apoyar la intervención porque la asistencia en la lucha armada contra ISIL es inevitable.: 558 

### Nacionalismo y relaciones entre chiitas y kurdos después de 2003
El colapso del sistema baazista y el cambio de régimen prepararon a los chiitas y kurdos para construir una estructura de poder compartido.: 116  El reconocimiento mutuo entre los grupos era concebible porque ninguno de ellos abrazado un sentido esencialista de identidad que les habría impedido cooperar. El posmodernismo, que es apreciado por las dos comunidades, desmantela las nociones fijas de identidad al percibir la personalidad como fluida, fragmentada y en continuo cambio. La conceptualización de la identidad a través de este lente les permitió cooperar, aunque prevalecieron las luchas de poder.: 116  La constitución describe a los iraquíes como "pueblo de Mesopotamia", lo que significa su asociación con el Islam y la democracia islámica, tal como lo fomentan los chiitas.: 120  Una ruptura con la dictadura secular de Saddam Hussein es evidente al enfatizar la base islámica de la identidad nacional anclándola en la herencia de Irak.: 120 

### Revoluciones posteriores a 2003
En 2011 levantamientos estallaron en todo el Medio Oriente. La población iraquí se sumó a la Primavera Árabe en febrero de 2011. Cientos de personas protestaban en Bagdad pero también por toda la ciudad. La gente protestaba porque el estado no les proporcionaba las necesidades y los derechos básicos. Los manifestantes se manifestaron contra la corrupción y el nepotismo. Lucharon por un mejor sistema educativo y un acceso más fácil a los puestos de trabajo. Muchas tensiones provinieron también del hecho de que el primer ministro Nuri al Maliki no respetó sus promesas de establecer la seguridad en el país. Las protestas terminaron en violencia ya que el gobierno no proporcionó a la población aquello por lo que luchaban.
En 2012, estalló otro levantamiento de protestas iraquíes de 2012-2013. El actor principal de este levantamiento es la comunidad sunita ya que el gobierno estaba atacando a los políticos sunitas, como ejemplo, el Ministro de Finanzas, un sunita, fue arrestado. El alcance de los manifestantes fue amplio, los jóvenes participantes obtuvieron el apoyo de los líderes tribales y religiosos. Una vez más, el régimen reprimió las protestas con violencia. Algunos de los manifestantes insatisfechos decidieron unirse a ISIS y continuar luchando contra el régimen. En general, los protestantes luchaban contra el sectarismo. Este régimen sectario es la raíz de la mayor parte de la corrupción en el país. Querían derrocar el régimen de Muhasassa impuesto por EE. UU. en 2003. Este régimen se basa en la división de poderes entre todas las diferentes comunidades religiosas. Este régimen es la fuente de redes corruptas incrustadas en todas las comunidades religiosas.
Los clérigos chiitas también afirmaron que Irak necesita superar este régimen sectario. El Gran Ayatolá iraquí Ali Sistani subrayó in sus sermones que el sectarismo es una construcción artificial creada como resultado de la ocupación estadounidense.
Las levantamiento de 2018 fueron más violentas que las dos primeras. Las protestas se organizaron en las redes sociales a pesar de que no se convirtió en una organización adecuada. Las demandas de los manifestantes eran socioeconómicas y político económicas.
En 2019, los manifestantes jóvenes estaban protestando contra la corrupción, el sectarismo y la ausencia de derechos básicos. Más allá de las demandas de reformas sociales, la protesta se ha movido hacia un completo rechazo a las clases dominantes y al sistema impuesto por EE. UU. en 2003. La protesta fue muy violenta y letal.: 124  Como reacción, más personas de diversos orígenes se unieron a las manifestaciones. Con este último levantamiento el estado perdió toda legitimidad.: 127 